# Alessandro Costacurta
Alessandro Costacurta (Jerago con Orago, 24 de abril de 1966) é um ex-futebolista italiano que atuava como zagueiro ou lateral.
Ídolo do Milan, é o terceiro jogador com maior número de jogos oficiais disputados com a camisa rossonera, atrás apenas de Franco Baresi (719) e Paolo Maldini (832).

## Carreira
Revelado pelo Milan, na temporada 1986–87 foi emprestado para adquirir experiência ao Monza, equipe que disputava a Serie C do Campeonato Italiano. Logo em seguida começou a atuar pelo clube milanês, onde conquistou diversos títulos, tornou-se ídolo e formou uma defesa espetacular ao lado de Mauro Tassotti, Franco Baresi e Paolo Maldini.
Destro, Costacurta também atuava nas duas laterais. Em 2002 sofreu uma grave lesão no joelho e começou a perder a posição de titular no Milan, também pela presença de Alessandro Nesta, zagueiro titular da Seleção Italiana.
O último jogo da sua longa carreira foi no dia 19 de maio de 2007, no San Siro, na derrota de 3 a 2 para a Udinese, onde ele marcou um gol de pênalti.

### Pós-aposentadoria
Após se aposentar, foi auxiliar técnico de Carlo Ancelotti na temporada 2007–08. Já na temporada 2008–09, teve uma curta passagem como treinador do Mantova.

## Seleção Nacional
Estreou pela Seleção Italiana principal em novembro de 1991, num empate em 1 a 1 contra a Noruega. Três anos depois foi convocado por Arrigo Sacchi e disputou a Copa do Mundo FIFA de 1994, realizada nos Estados Unidos. Titular absoluto na defesa, Costacurta atuou em seis jogos na competição, mas recebeu o segundo cartão amarelo na vitória por 2 a 1 contra a Bulgária e acabou ficando de fora da final contra o Brasil.
Representou ainda a Itália na Euro 1996 e na Copa do Mundo FIFA de 1998, mas não conseguiu levantar títulos com a Seleção. No total, atuou em 59 partidas e marcou dois gols pela Azzurra.

## Títulos
Milan
- Serie A: 1987–88, 1991–92, 1992–93, 1993–94, 1995–96, 1998–99 e 2003–04
- Supercopa da Itália: 1988, 1992, 1993, 1994 e 2004
- Liga dos Campeões da UEFA: 1988–89, 1989–90, 1993–94, 2002–03 e 2006–07
- Supercopa da UEFA: 1989, 1990 e 1994
- Copa Intercontinental: 1989 e 1990
- Copa da Itália: 2002–03